# Nebojša Marinković
Nebojša Marinković (in serbo Небојша Маринковић?; Belgrado, 19 giugno 1986) è un ex calciatore serbo, di ruolo centrocampista.

## Carriera
Cresciuto nelle giovanili del Partizan, debutta in prima squadra giovanissimo, nel 2003, e vi rimane fino al 2007 vincendo il campionato 2004-2005.
Nell'estate del 2007 passa in prestito al club greco dell'Iraklis, dove rimane però solamente fino al marzo del 2008, quando, sempre in prestito, passa al Djurgårdens IF, dove gioca solo per tre mesi.
Nell'estate del 2008 viene ingaggiato dal Čukarički Stankom. Successivamente gioca in Spagna nel Gimnastic, prima di tornare in patria nel Teleoptik, mentre nel 2010 passa agli israeliani del Maccabi Petah Tiqwa.

## Palmarès
- Campionati di Serbia e Montenegro: 1

2004-2005